# Lachnopterus auripennis
Lachnopterus auripennis är en skalbaggsart som först beskrevs av Newman 1842.  Lachnopterus auripennis ingår i släktet Lachnopterus och familjen långhorningar.
Artens utbredningsområde är:
- Filippinerna.
- Taiwan.

Inga underarter finns listade i Catalogue of Life.